# The Bryologist
The Bryologist (abreviado Bryologist) es una revista con ilustraciones y descripciones botánicas que es editada en Binghamton (Nueva York) desde el año 1898 con el nombre de Bryologist. Journal of the Sullivant Moss Society.
Es una revista científica especializada de revisión por pares  en briología. Se publica trimestralmente por la American Bryological and Lichenological Society (ABLS). Comenzó como un departamento del Boletín Fern dedicada al estudio de los musgos de América del Norte. Su primer director fue el Dr. A.J. Grout, quien pretende que el boletín "permita a cualquiera de los interesados en musgos de conseguir un poco de conocimiento de estas plantas sin trabajo ni gastos excesivos ... el editor también tratará de identificar a los abonados los especímenes difíciles acompañados por las notas y franqueo de retorno".